# Cabañas de Sayago
Pour les articles homonymes, voir Cabañas.
Cabañas de Sayago est une commune espagnole de la province de Zamora dans la communauté autonome de Castille-et-León.